# 英国工党相关组织列表
英国工党相关组织列表列出与英国工党相关的组织。这些组织部分是获得工党认可的官方政党组织；部分则是独立组织，例如合作党；还有部分是由工党党员组成但并未获得工党官方认可的组织。而社会主义协会与附属工会则是工党的附随独立组织，它们拥有党内的投票权与代表权。

## 合作组织
- 合作党
- 工党学生团（英语：Labour Students）
- 欧洲社会党
- 社会党国际
- 工会联盟
- 青年工党（英语：Young Labour (UK)）

## 杂志期刊
- 《宪章（英语：Chartist (magazine)）》
- 《论坛（英语：Tribune (magazine)）》

## 智库及游说团体
- 蓝色工党（英语：Blue Labour）：成立于2010年，倡导对特定社会及国际议题采取社会保守主义思想的利益团体。该团体得到了工党内部的工人阶级选民支持。

- 工党民主运动（英语：Campaign for Labour Party Democracy）：成立于1973年，由一群倡导修改工党宪章以确保工党议员和工党政府制定符合党员所要求政策的工党党员所组成的团体。

- 社会主义运动（英语：Campaign for Socialism）：由苏格兰工党党员及支持者所组成的利益团体。

- 民主社会主义运动（英语：Campaign for Democratic Socialism）：1960年至1964年存在的代表工党右翼派系的利益团体，其存在的目的在于支持时任工党党魁休·盖茨克。

- 中左翼草根联盟（英语：Centre-Left Grassroots Alliance）：成立于1998年，代表工党内部中间派及左派成员的中左翼团体。

- 第四条款小组（英语：Clause Four Group）：1970年代至1991年存在的学生团体，旨在反对工党内部的激进派。

- 罗盘社（英语：Compass (think tank)）：成立于2003年，左翼温和派智库。[1]

- 费边社：成立于1884年的智库，主张在民主国家内通过渐进主义与改良主义的努力来推进民主社会主义原则。

- 独立工党出版社（英语：Independent Labour Publications）：成立于1975年的利益团体，其拒绝当代资本主义和计划经济思想但接受将市场经济纳入民主社会主义思想的一部分。

- 公共政策研究所（英语：Institute for Public Policy Research）：成立于1988年的智库，为工党内的现代化倡导者提供理论分析并研究市场原教旨主义的替代方案。

- 工人控制研究所（英语：Institute for Workers' Control）：成立于1968年，由参与生产环节“工人控制论（英语：Workers' control）”的车间主管及激进工人组成。

- 工党选举改革运动（英语：Labour Campaign for Electoral Reform）：成立于1980年，由工党政治人物及基层党员组成，主张推动以比例代表制为中心的民主及宪法改革。

- 工党协调委员会（英语：Labour Co-ordinating Committee）：1978年到1998年成立的工党内部挑战本党领导权的组织，它们从最初的左派团体转变为鼓吹托尼·布莱尔推动成立现代化党组织理念及政策的先锋队。

- 工党优先（英语：Labour First）：成立于1988年，代表工党内部的非布莱尔派等传统右翼党员的团体，它们自称为“温和派”。[1]

- 工党绿色新政运动（Labour for a Green New Deal）：兴起于2019年3月的草根运动，旨在推动工党采取激进的绿色新政来改变英国经济、解决不平等问题并应对不断升级的气候危机。[2]

- 工党新民主运动（Labour for a New Democracy）：旨在确保工党对英国下议院实行比例代表制改革承诺的政治联盟。[3]

- 工党共和运动：成立于2012年，主张废除英国的君主制并实行国家元首民选和建立民主共和国的利益团体。

- 工党独立运动（英语：Labour for Independence）：成立于2012年的苏格兰工党支持者组织，他们认为苏格兰独立会带来更公平的社会。

- 工党左翼简报杂志社（英语：Labour Briefing）：由英国工党成员制作的政治月刊出版社。

- 工党代表委员会（英语：Labour Representation Committee (2004)）：成立于2004年的旨在角逐工党及工会内部权力的利益团体，其潜在支持者多为对新工党感到失望或绝望的工党支持者。

- 团结工党（英语：Labour Together）：2015年英国大选后成立的团体，旨在协助基尔·斯塔默成为工党党魁并支持工党参与2024年英国大选。[4]

- 攻势（英语：Momentum (organisation)）：成立于2015年的支持杰里米·科尔宾与工党的利益团体。

- 战斗倾向：英国工党内部于1964年到1991年存在的托洛茨基主义派系团体。

- 开放工党（英语：Open Labour）：成立于2015年的旨在振兴工党的温和左派（英语：Soft left）论坛。

- 进步派（英语：Progressive Britain）：成立于1996年，新工党的利益团体旗手。[1]

- 争取工党胜利社会主义运动（英语：Socialist Campaign for a Labour Victory）：1978年成立并于2015年重组，旨在争取一个有明确工人阶级要求的工党政府，增强工人阶级的信心并加强和改造工人运动。

- 社会主义运动小组（英语：Socialist Campaign Group）：成立于1982年的由英国工党议员组成的左翼民主社会主义团体。

## 党内派系
- 非裔、亚裔及少数族裔工党（英语：BAME Labour）（原工党非裔分部（英语：Labour Party Black Sections）与非裔社会主义者协会（英语：Black Socialist Society））

- 左翼基督徒集团（英语：Christians on the Left）（原基督徒社会主义运动（Christian Socialist Movement））

- 残障者工党（英语：Disability Labour）

- 东亚及东南亚裔工党（East and Southeast Asians for Labour）

- 左翼草根非裔集团（Grassroots Black Left）

- 工党英国穆斯林之友（British Muslim Friends of Labour）

- 工党印度教徒集团（Hindus for Labour）

- 犹太工党运动（英语：Jewish Labour Movement）（原锡安工人党英国分部）

- 工党犹太之声（英语：Jewish Voice for Labour）

- 工党反战集团（Labour Against the War）

- 工党反猎巫集团（英语：Labour Against the Witchhunt）

- 工党与巴勒斯坦连线（Labour and Palestine）

- 工党毒品政策改革运动

- 工党选举改革运动（英语：Labour Campaign for Drug Policy Reform）

- 工党人权运动（Labour Campaign for Human Rights）

- 工党争取跨性别权利运动（英语：Labour Campaign for Trans Rights）

- 工党核裁军运动（英语：Labour CND）

- 工党共和派（Labour for a Republic）

- 工党以色列之友（英语：Labour Friends of Israel）

- 工党巴勒斯坦与中东之友（英语：Labour Friends of Palestine and the Middle East）

- 工党经济增长集团（英语：Labour Growth Group）

- 工党住屋集团（Labour Housing Group）

- 工党脱欧派（英语：Labour Leave）

- 工党欧洲运动（英语：Labour Movement for Europe）

- 工党穆斯林网络（英语：Labour Muslim Network）

- 工党爱尔兰协会（英语：Labour Party Irish Society）

- 工党土地运动（Labour Land Campaign）

- 工党中东委员会（Labour Middle East Council）

- 工党马克思主义派（Labour Party Marxists）

- 工党妇女网络（英语：Labour Women's Network）

- LGBT+工党（英语：LGBT+ Labour）

- 攻势非裔核心小组（Momentum Black Caucus)

- 全国工党与社会主义者俱乐部联盟（英语：National Union of Labour and Socialist Clubs）

- 和平与正义项目（英语：Peace & Justice Project）

- 工党科学派（英语：Scientists for Labour）

- 社会主义教育协会（英语：Socialist Educational Association）

- 社会主义环境与资源协会（英语：Socialist Environment and Resources Association）

- 社会主义健康协会（英语：Socialist Health Association）

- 国会议员论坛集团（Tribune Group of MPs）（温和左派（英语：Soft left）国会议员集团）